# Mustafa Saymak
Mustafa Saymak (Schalkhaar, 11 februari 1993) is een Nederlands-Turks betaald voetballer die bij voorkeur als (aanvallende) middenvelder speelt.

## Carrière
Saymak debuteerde op 5 augustus 2011 in het betaald voetbal toen hij met voor FC Zwolle uit tegen FC Den Bosch speelde. De wedstrijd eindigde in 2–2. Hij maakte zijn eerste treffer als prof uit bij Helmond Sport. Enkele maanden later maakte hij twee doelpunten in één wedstrijd, tegen FC Dordrecht.
Op een training op 30 juli 2015 scheurde Saymak een kruisband af, waardoor hij in het seizoen 2015/16 niet zou kunnen spelen. In december 2015 werd zijn contract met PEC, dat in de zomer van 2016 zou aflopen, met twee jaar verlengd. In 2018 liep zijn contract af en verbond Saymak zich voor drie seizoenen aan Çaykur Rizespor. Na één seizoen keerde hij weer terug bij PEC Zwolle.

## Carrièrestatistieken
| Seizoen                     | Club            | Competitie      | Competitie | Competitie | Beker | Beker | Internationaal | Internationaal | Overig | Overig | Totaal | Totaal |
| Seizoen                     | Club            | Competitie      | Wed.       | Dlp.       | Wed.  | Dlp.  | Wed.           | Dlp.           | Wed.   | Dlp.   | Wed.   | Dlp.   |
| --------------------------- | --------------- | --------------- | ---------- | ---------- | ----- | ----- | -------------- | -------------- | ------ | ------ | ------ | ------ |
| 2011/12                     | FC Zwolle       | Eerste divisie  | 17         | 3          | 2     | 0     | –              | –              | 0      | 0      | 19     | 3      |
| 2012/13                     | PEC Zwolle      | Eredivisie      | 17         | 1          | 4     | 0     | –              | –              | 0      | 0      | 21     | 1      |
| 2013/14                     | PEC Zwolle      | Eredivisie      | 30         | 6          | 3     | 0     | –              | –              | 0      | 0      | 33     | 6      |
| 2014/15                     | PEC Zwolle      | Eredivisie      | 28         | 6          | 4     | 0     | 2              | 0              | 3      | 0      | 37     | 6      |
| 2015/16                     | PEC Zwolle      | Eredivisie      | 0          | 0          | 0     | 0     | –              | –              | 0      | 0      | 0      | 0      |
| 2016/17                     | PEC Zwolle      | Eredivisie      | 26         | 2          | 3     | 0     | –              | –              | 0      | 0      | 29     | 2      |
| 2017/18                     | PEC Zwolle      | Eredivisie      | 31         | 11         | 2     | 0     | –              | –              | 0      | 0      | 33     | 11     |
| 2018/19                     | Çaykur Rizespor | Süper Lig       | 15         | 0          | 3     | 0     | –              | –              | 0      | 0      | 18     | 0      |
| 2019/20                     | PEC Zwolle      | Eredivisie      | 15         | 3          | 0     | 0     | –              | –              | 0      | 0      | 15     | 3      |
| 2020/21                     | PEC Zwolle      | Eredivisie      | 24         | 3          | 1     | 0     | –              | –              | 0      | 0      | 25     | 3      |
| 2021/22                     | PEC Zwolle      | Eredivisie      | 21         | 1          | 3     | 2     | –              | –              | 0      | 0      | 24     | 3      |
| 2022/23                     | Bandırmaspor    | TFF 1. Lig      | 11         | 2          | 1     | 0     | 0              | 0              | 0      | 0      | 12     | 2      |
| 2023/24                     | Bandırmaspor    | TFF 1. Lig      | 5          | 0          | 2     | 1     | 0              | 0              | 0      | 0      | 7      | 1      |
| 2023/24                     | Aliağaspor FK   | TFF 3. Lig      | 5          | 0          | 0     | 0     | 0              | 0              | 0      | 0      | 5      | 0      |
| Carrière totaal             | Carrière totaal | Carrière totaal | 245        | 38         | 28    | 3     | 2              | 0              | 3      | 0      | 278    | 41     |
| Bijgewerkt op 20 april 2024 |                 |                 |            |            |       |       |                |                |        |        |        |        |

## Interlandcarrière
Met het Nederlands amateurelftal onder 16 won hij in 2009 het toernooi om de Koninkrijksspelen op Aruba.
Nederlands Beloftenelftal
Op 10 oktober 2013 debuteerde Saymak in het Nederlands Beloftenelftal in een vriendschappelijke wedstrijd tegen Tsjechië –20 (0–1-verlies).
| Interlands van Mustafa Saymak | Interlands van Mustafa Saymak | Interlands van Mustafa Saymak | Interlands van Mustafa Saymak | Interlands van Mustafa Saymak | Interlands van Mustafa Saymak |
| №                             | Datum                         | Wedstrijd                     | Uitslag                       | Soort wedstrijd               | Doelpunten                    |
| Als speler bij PEC Zwolle     | Als speler bij PEC Zwolle     | Als speler bij PEC Zwolle     | Als speler bij PEC Zwolle     | Als speler bij PEC Zwolle     | Als speler bij PEC Zwolle     |
| ----------------------------- | ----------------------------- | ----------------------------- | ----------------------------- | ----------------------------- | ----------------------------- |
| 1.                            | 10 oktober 2013               | Nederland – Tsjechië          | 0 – 1                         | Vriendschappelijk             | 0                             |

Turkije onder 20
Op 24 maart 2013 debuteerde Saymak voor Turkije –20 in een vriendschappelijke wedstrijd tegen Portugal –20 (2–1-winst).
| Interlands van Mustafa Saymak | Interlands van Mustafa Saymak | Interlands van Mustafa Saymak | Interlands van Mustafa Saymak | Interlands van Mustafa Saymak | Interlands van Mustafa Saymak |
| №                             | Datum                         | Wedstrijd                     | Uitslag                       | Soort wedstrijd               | Doelpunten                    |
| Als speler bij PEC Zwolle     | Als speler bij PEC Zwolle     | Als speler bij PEC Zwolle     | Als speler bij PEC Zwolle     | Als speler bij PEC Zwolle     | Als speler bij PEC Zwolle     |
| ----------------------------- | ----------------------------- | ----------------------------- | ----------------------------- | ----------------------------- | ----------------------------- |
| 1.                            | 24 maart 2013                 | Turkije – Portugal            | 2 – 1                         | Vriendschappelijk             | 0                             |
| 2.                            | 26 maart 2013                 | Turkije – Portugal            | 1 – 1                         | Vriendschappelijk             | 0                             |

Nederland onder 19
Op 1 september 2011 debuteerde Saymak voor Nederland –19 in een vriendschappelijke wedstrijd tegen Engeland –19 (0–0-gelijkspel).
| Interlands van Mustafa Saymak | Interlands van Mustafa Saymak | Interlands van Mustafa Saymak | Interlands van Mustafa Saymak | Interlands van Mustafa Saymak | Interlands van Mustafa Saymak |
| №                             | Datum                         | Wedstrijd                     | Uitslag                       | Soort wedstrijd               | Doelpunten                    |
| Als speler bij FC Zwolle      | Als speler bij FC Zwolle      | Als speler bij FC Zwolle      | Als speler bij FC Zwolle      | Als speler bij FC Zwolle      | Als speler bij FC Zwolle      |
| ----------------------------- | ----------------------------- | ----------------------------- | ----------------------------- | ----------------------------- | ----------------------------- |
| 1.                            | 1 september 2011              | Nederland – Engeland          | 0 – 0                         | Vriendschappelijk             | 0                             |
| 2.                            | 4 september 2011              | Duitsland – Nederland         | 2 – 2                         | Vriendschappelijk             | 0                             |

## Erelijst
| Competitie           | Winnaar | Winnaar | Runner-up | Runner-up |
| Competitie           | Aantal  | Jaren   | Aantal    | Jaren     |
| -------------------- | ------- | ------- | --------- | --------- |
| Nationaal            |         |         |           |           |
| Eerste Divisie       | 1x      | 2011/12 |           |           |
| KNVB beker           | 1x      | 2013/14 | 1x        | 2014/15   |
| Johan Cruijff Schaal | 1x      | 2014    |           |           |